# 维尼亚内洛
维尼亚内洛（義大利語：Vignanello），是意大利维泰博省的一个市镇。总面积20.53平方公里，人口4836人，人口密度235.6人/平方公里（2009年）。ISTAT代码为056058。